# Scleroglossum
Scleroglossum es un género de helechos perteneciente a la familia  Polypodiaceae. Es originario del Sudeste de Asia.  Están descritas 12 especies de las cuales solo 2 han sido aceptadas hasta la fecha.

## Taxonomía
Scleroglossum fue descrito por Cornelis Rugier Willem Karel van Alderwerelt van Rosenburgh y publicado en  Bulletin du Jardin Botanique de Buitenzorg, sér. 2, 2(7): 37–39. 1912. La especie tipo es: Scleroglossum pusillum (Blume) Alderw.

## Especies aceptadas
A continuación se brinda un listado de las especies del género Scleroglossum aceptadas hasta junio de 2012, ordenadas alfabéticamente. Para cada una se indica el nombre binomial seguido del autor, abreviado según las convenciones y usos:
- Scleroglossum pusillum (Blume) Alderw.
- Scleroglossum wooroonooran (F.M. Bailey) C. Chr.